# Schwerer Gustav
Schwerer Gustav e Dora são os nomes pelos quais ficou conhecido o canhão ferroviário 80 cm K (E) alemão. O canhão foi desenvolvido no final dos anos 30 pela Krupp, com o objetivo de destruir alvos fortificados. Pesava cerca de 1344 toneladas, e podia disparar projéteis de até 7 toneladas a uma distância superior a 37 km. Preparado para a Segunda Guerra, tinha-se por objetivo usá-lo contra a Linha Maginot durante a Batalha de França. Foi usado na União Soviética, no cerco a Sebastopol durante a Operação Barbarossa, sendo destruído ao final da guerra com o objetivo de evitar a sua captura.
Schwerer Gustav foi a arma de estriamento de maior calibre já usada em combate e, em termos de peso total, a peça de artilharia móvel mais pesada já construída em toda a história.

## Desenvolvimento
Em 1934 o Alto Comando Alemão (OKW, Oberkommando Der Wehrmacht) na sigla em alemão) encomendou da fábrica Krupp em Essen a criação de uma arma capaz de destruir as fortificações francesas na Linha Maginot, que estava próxima de ser completada. A arma deveria ser capaz de perfurar até 7 metros de concreto reforçado e uma placa blindada de 1 metro, estando fora do alcance da artilharia inimiga. O engenheiro da Krupp, Dr. Erich Müller calculou que seria necessário um canhão com calibre de cerca de 80 cm, disparar um projétil de 7 toneladas de um cano de 30 metros. Tal arma teria um peso de mais de 1 000 toneladas. O tamanho e o peso significariam que para se movimentar seria necessário um suporte de dois pares de trilhos idênticos. A fábrica Krupp apresentou planos para os calibres de 70, 80, 85 e 100 cm.
Nada mais aconteceu até março de 1936, quando Hitler visitou Essen, para discutir a viabilidade da gigante arma de artilharia e subseqüentemente o projeto inicia-se com o modelo de calibre 80 cm. Os planos estariam completos e aprovados em 1937 e durante o verão do mesmo ano tem início o fabrico do primeiro canhão. Entretanto, produzir uma arma tão grande mostrou-se difícil e tornou-se evidente que o prazo original de conclusão, primavera de 1940, não seria atingido. A Krupp construiu um protótipo em 1939 e o enviou ao campo de testes de Hillersleben. Atirando quase verticalmente, a arma atingiu as especificações e mostrou-se capaz de penetrar o concreto e a placa blindada.
Em 1941 Alfred Krupp recebeu Hitler e Albert Speer no campo de testes de Rügenwald durante o início das avaliações formais do canhão "Gustav". Como resultado, foram encomendados dois canhões. Nos testes seguintes, ainda usando algumas peças provisórias, o "Schwerer Gustav" disparou projéteis de 7 100 kg a uma distância de 37 210 metros.
Em combate, o canhão era montado num chassis especial, apoiado por dois vagões-plataforma em dois pares de trilhos pesando no total 1 350 toneladas e era movido por duas locomotivas a diesel DB Baureihe V 188. Podia arremessar dois tipos de projéctil: uma granada de alto explosivo de 4,8 toneladas que viajava a 820 m/s e com um alcance de 48 Km e uma granada anticoncreto de 7 toneladas que podia atingir um alvo a 38 Km de distância em menos de um minuto.

## Histórico operacional

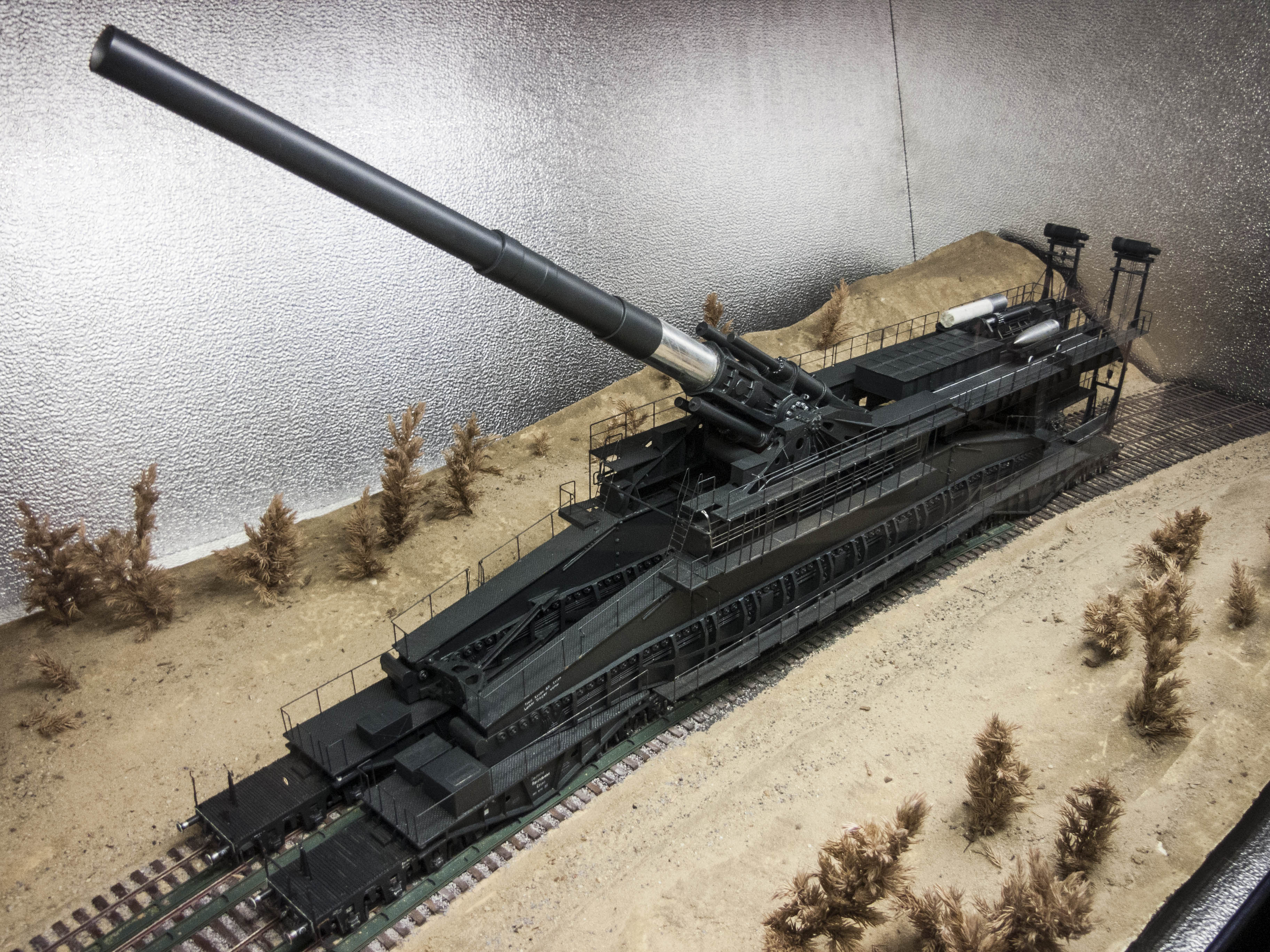
Modelo do canhão Dora

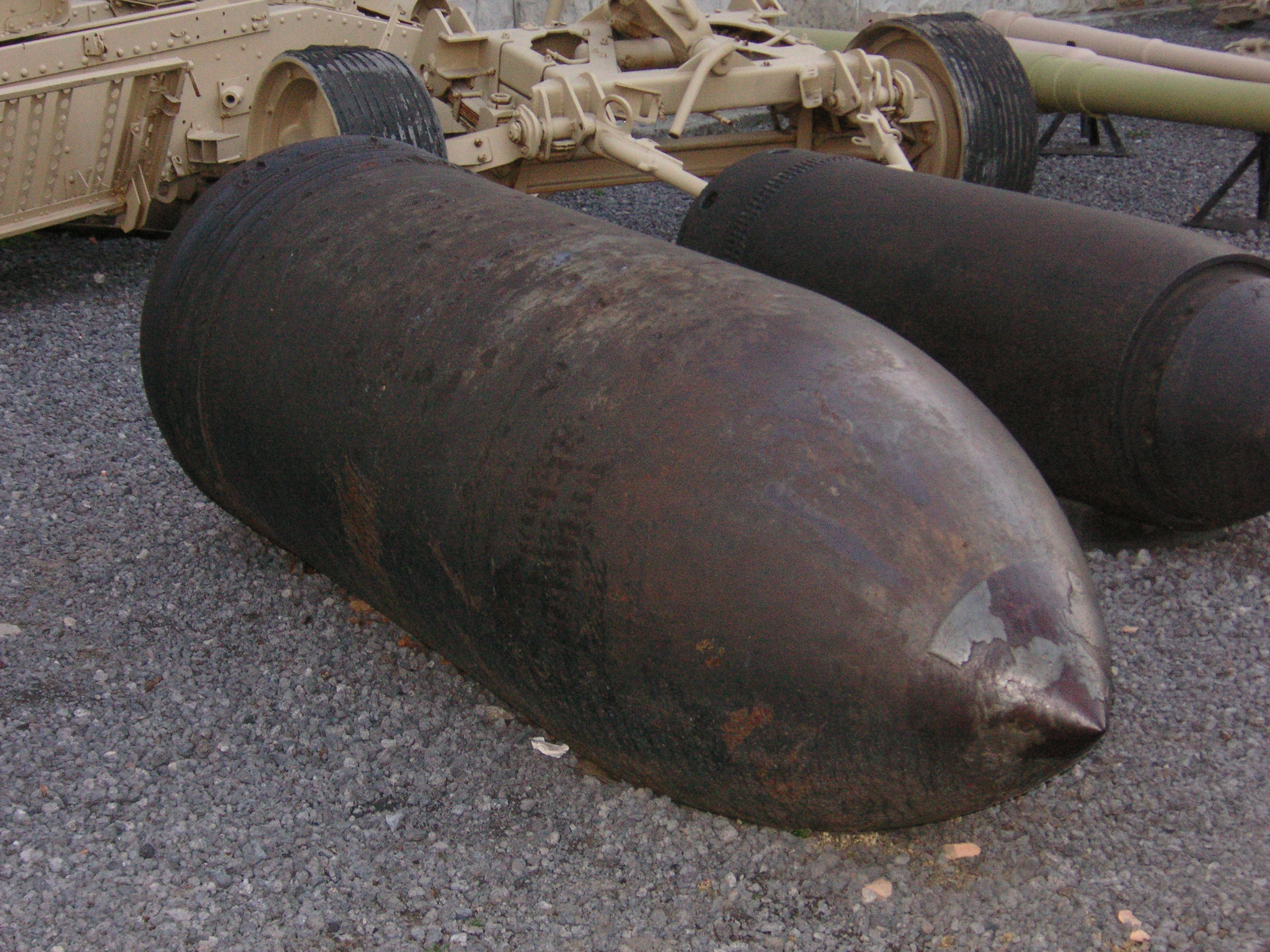
Projétil do canhão Dora no Museu da Guerra em Varsóvia, Polônia

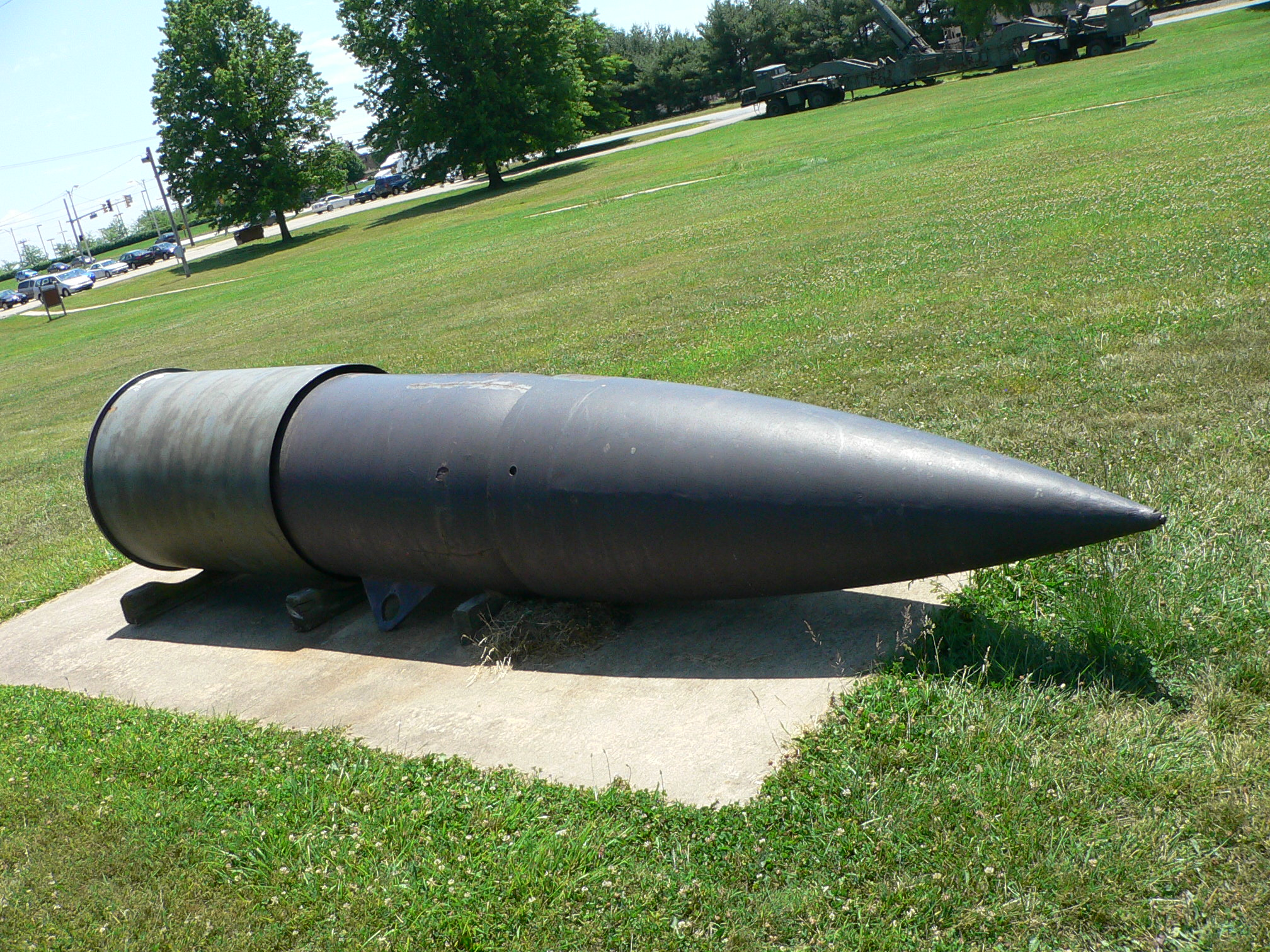
Projétil do canhão Gustav

Schwerer Gustav (preto) comparado com um lançador de mísseis OTR-21 Tochka (vermelho) e uma figura humana

### Schwerer Gustav
Em fevereiro de 1942 o canhão Gustav iniciou sua viagem com destino à Crimeia, sendo transportado por um trem com 25 vagões totalizando um comprimento de 1.6 km. O canhão chegou ao istmo de Perekop em março de 1942, onde ficou até abril. Trilhos especiais foram construídos para a via férrea de Simferopol-Sebastopol, 16 km a norte do alvo. O cerco a Sebastopol seria o primeiro teste em combate do canhão; em maio iniciou-se o posicionamento e em 5 de junho ele estava pronto para disparar. Os alvos foram:
- 5 de junho
  - Artilharias costeiras a uma distância de 25 000 m. Oito projéteis disparados.
  - Forte Stalin. Seis projéteis disparados.
- 6 de junho
  - Forte Molotov. Sete projéteis disparados.
  - Nove projéteis disparados contra um depósito de munição na baía de Severnaya.
- 7 de junho
  - Disparos pra apoiar um ataque da infantaria. Sete projéteis disparados.
- 11 de junho
  - Forte Sibéria. Cinco projéteis disparados.
- 17 de junho
  - Forte Máximo Gorki. Cinco projéteis disparados.

Ao fim do ataque, Sebastopol estava em ruínas após a onda de 30 mil toneladas de explosivos. "Gustav" disparou 48 projéteis e desgastou seu cano original, que já havia realizado cerca de 250 disparos durante a fase de desenvolvimento e testes. Foi adaptado um cano reserva e o original foi enviado à fábrica Krupp em Essen.
O canhão foi desmontado e levado para o norte da frente de batalha do leste, onde foram planejados ataques a Leningrado. O canhão foi posicionado a cerca de 30 km da cidade, entretanto, o ataque foi cancelado. Posteriormente ele foi reconduzido à Alemanha para reparos na fábrica Krupp.
Em abril de 1945 os alemães destruíram o canhão para evitar sua captura e os destroços foram encontrados numa floresta a 15 km a norte de Auerbach.

### Dora
Dora foi o segundo canhão produzido. Foi posicionado para atacar Stalingrado,  mas foi obrigado a recuar devido ao avanço do exército soviético. O canhão "Dora" quebrou antes do final da guerra e foi descoberto pelos americanos algum tempo depois de encontrarem o "Schwerer Gustav".

### Langer Gustav
Seria um grande canhão de 210 mm com capacidade de disparar um projétil a 140 quilômetros de distância, porém nunca fora concluído.

### Landkreuzer P. 1500 "Monster"
O P. 1500 seria um veículo autopropulsionado de aproximadamente 2 500 toneladas para transportar um canhão de calibre 80 cm. O projeto foi considerado impraticável e cancelado por Albert Speer em 1943.

## Características gerais
Fontes:
- Calibre: 800 mm
- Peso total: 1 350 Toneladas
- Comprimento total: 47,3 m
- Comprimento do cano: 32,48 m
- Altura: 11,6 m
- Largura: 7,1 m
- Propulsão: 2 locomotivas
- Elevação máxima: 48° a 65°
- Peso da granada: 7,1 ton. (anticoncreto) e 4,8 ton. (HE)
- Cadência de disparo: 1 disparo a cada 30 a 45 minutos

## Munição
Fontes:

### Alto-explosivo (HE)
- Peso do projétil: 4,8 toneladas
- Velocidade: 820 m/s
- Alcance máximo: 48 km
- Massa de explosivos: 700 kg

### Projétil anticoncreto
- Comprimento: 3,6 m
- Peso: 7,1 toneladas
- Velocidade: 721 m/s
- Alcance máximo: 38 km
- Massa de explosivo: 280 kg
- Penetração: 7 m de concreto em sua elevação máxima.